# 나카노촌 (니가타현 나카우오누마군)
나카노촌(中野村)은 니가타현 나카우오누마군에 있던 촌이다. 

## 역사
- 1889년 4월 1일 - 정촌제 시행에 수반해 나카우오누마군 나카노촌이 성립하였다.
- 1922년 11월 1일 - 나카우오누마군 센주마치촌과 합병해 센주촌이 되어 소멸하였다.

## 참고문헌
- 『市町村名変遷辞典』東京堂出版、1990年。